# Maurice Noguès
Pour les articles homonymes, voir Noguès.
Maurice Émile Théodore Auguste Marie Noguès, né le 31 octobre 1889 à Rennes (Ille-et-Vilaine) et mort le 15 janvier 1934 à Corbigny (Nièvre), est un aviateur français,.

## Biographie

### Enfance
De famille bretonne, Maurice Noguès naît à Rennes le 31 octobre 1889 d'un père colonel d'artillerie et d'une mère membre de la haute bourgeoisie. Très tôt, il se passionne pour les innovations technologiques rendues possibles par la révolution industrielle (les moyens de locomotion comme la voiture, le bateau à moteur et l'avion), et dévore les romans de Jules Verne. Il est obligé de renoncer à entrer à l'École navale pour des raisons de santé.

### Carrière de pilote

#### Une passion devenue métier
En 1909, il échange sa voiture pour un avion biplan de marque Farman. Il s'empresse de l'essayer à l'aérodrome d'Issy-les-Moulineaux et frôle la mort. Il obtient son brevet de pilote civil (Aéro-Club) no 114,, le 21 juin 1910 sur un Voisin. Il participe à la 2e Semaine d'Aviation de la Champagne à Bétheny du 3 au 10 juillet 1910, ainsi qu'à des rencontres d'aviation à Lyon, Reims et dans la plaine de Crau.
Réformé pour faiblesse cardiaque, il s'engage pour la durée de la guerre le 22 août 1914. Il est tout d'abord affecté comme mécanicien au 1er groupe d'aviation puis, breveté pilote militaire no 682, le 6 février 1915, il rejoint l'escadrille le 21 avril. Il est nommé sous-lieutenant le 15 juillet après s'être vu décerner la Médaille militaire avec deux citations. En 1916, il forme et commande l'escadrille de bombardiers de nuit V.B. 107. Il prend part aux premiers bombardements nocturnes mais, victime d'une défaillance en vol, il percute le sol le 24 juin et se blesse grièvement. Sa convalescence terminée, il reprend l'entraînement sur « Bébé » Nieuport avec le groupe d'entraînement du Plessis-Belleville. En octobre 1916, il est affecté à l'escadrille de protection MF 29, avant de passer dans la chasse à l'Escadrille 73 (appartenant au Groupe de Combat 12 ou Escadrille des Cigognes) dont il prend le commandement le 15 mars 1918. Il reçoit la Croix de Guerre avec cinq citations et cinq palmes, ainsi que la Légion d'honneur après sa seconde blessure, survenue à la suite d'un capotage le 27 avril 1918.
Lorsque la guerre prend fin, il est capitaine, avec 1 661 heures de vol de guerre.
Le 29 juillet 1918, il épouse Magdeleine Marie Gicquel, son amour de toujours, à qui il écrira une lettre par jour, lors de ses longs voyages.

#### Installations de lignes en Orient

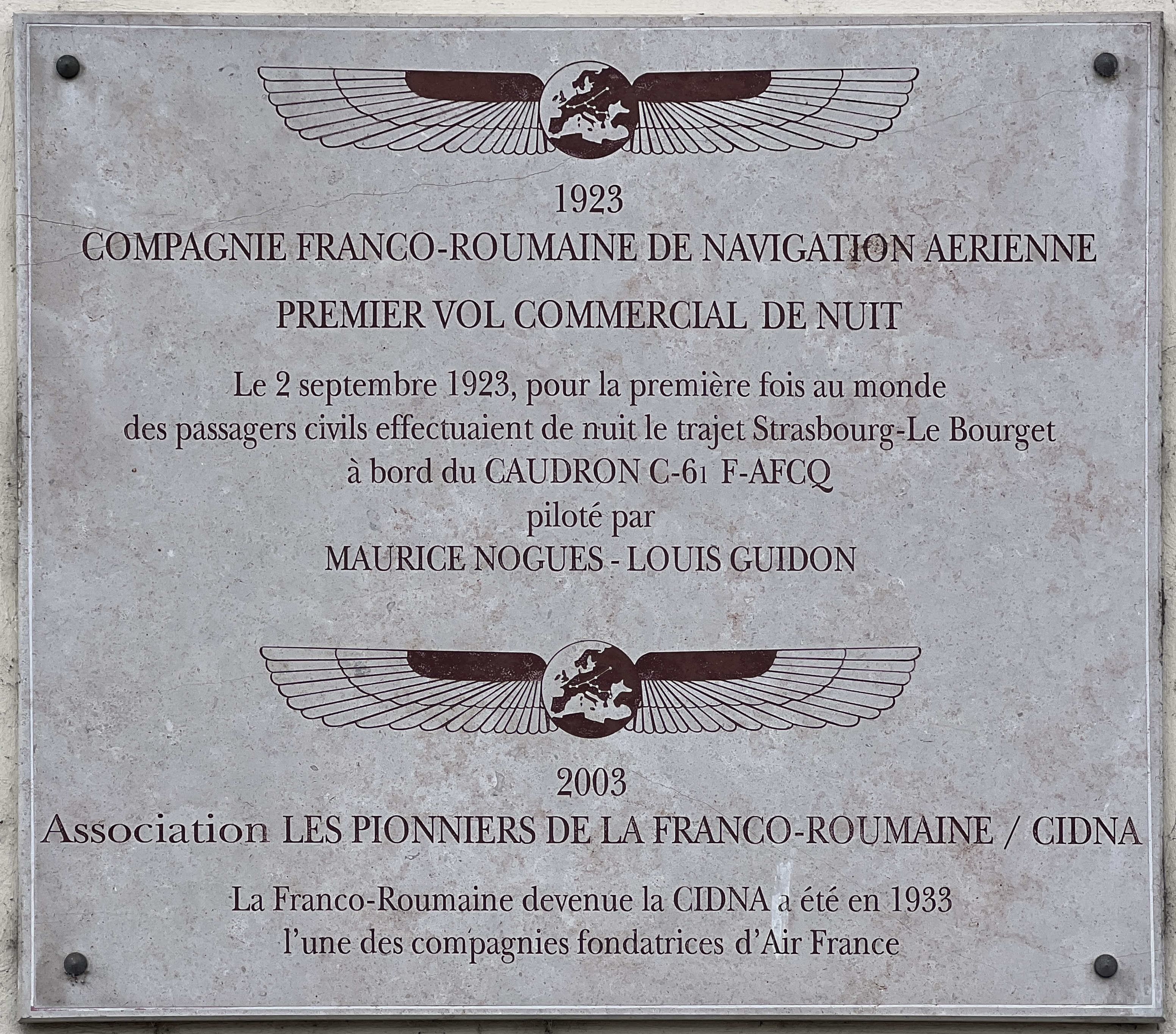
Plaque en mémoire du premier vol commercial de nuit le 2 septembre 1923 (aéroport du Bourget).

En juin 1922, il intègre la Compagnie Franco-roumaine de Navigation Aérienne grâce à Albert Deullin, as aux vingt victoires et ancien camarade de la N.73. Chef pilote de la Franco-Roumaine, il cherche à étendre son réseau et fait appel à Noguès qui, déjà, entrevoit un développement des lignes vers l'Orient. Il passe son brevet de pilote de transport public no 0690 le 6 juillet 1922, et est affecté au secteur Paris-Strasbourg, où il fait sa première liaison sur un Salmson le 13 août 1922 dans le sens Strasbourg-Paris. Promu Chef-Pilote au décès de Deullin, les vols de nuit sont mis au point sous sa responsabilité, et il assure la première liaison régulière de nuit Strasbourg-Paris le 2 septembre 1923. Il effectue quelques liaisons vers Prague, Vienne et Budapest et, du 7 au 24 septembre, un voyage de reconnaissance jusqu'à Constantinople sur Caudron. Au cours de ce voyage, il fait une liaison Bucarest-Belgrade en vol de nuit. Du 7 au 14 novembre 1924, il remplit une mission entre Paris et Moscou, durant laquelle il est chargé de porter à l'URSS l'acte de reconnaissance français, puis de chercher des lignes aériennes qui contourneraient l'espace aérien allemand.
Le 1er janvier 1925, la Franco-Roumaine change de nom et devient la Compagnie internationale de navigation aérienne (CIDNA).
Maurice Noguès fait un voyage d'études Paris-Téhéran sur un SPAD S.46 modifié (futur S.66), puis quitte la C.I.D.N.A. quelques années plus tard pour entrer à la Compagnie des messageries aériennes dans laquelle il obtient toute liberté d'action pour créer une ligne vers l'Extrême-Orient. Il avait compris qu'il était inutile de s'entêter à vouloir rejoindre la Syrie en survolant la Turquie à cause de la concurrence allemande et de la politique pro-allemande du gouvernement turc. Il décide donc de passer par la mer Méditerranée, ce qui offre de surcroit l'avantage d'un temps plus clément pendant la saison d'hiver. Le survol de la Méditerranée devant nécessairement se faire par hydravion, Noguès passe son brevet le 2 août 1926 et, dès le 27 août, il décolle du plan d'eau d'Argenteuil (Val-d'Oise) pour tenter de rallier Athènes. Une panne de moteur l'oblige à un amerrissage au large de Naples mais les naufragés sont recueillis quelques heures plus tard par un navire norvégien.
La Compagnie des messageries aériennes, devenue Air Union Lignes d'Orient début 1927, reçoit un contrat pour effectuer plusieurs voyages d'essais entre La Ciotat et Beyrouth via Athènes. Maurice Noguès remplit ce contrat avec succès sur un hydravion SPCA 63 Météore et obtient un nouveau contrat commercial pour 1928, où il réalise sept nouveaux voyages, mettant définitivement au point la ligne Marseille-Beyrouth. Du 6 au 8 juin 1929, le premier voyage hebdomadaire Marseille-Beyrouth est réalisé, quatre escales étant prévues sur le parcours : Naples, Corfou, Athènes et Castelrosso.
Le service France-Liban étant en exploitation régulière, Noguès pense déjà à prolonger la ligne vers l'Orient. Il négocie avec l'Irak et obtient le droit d'escale à Bagdad. La première liaison régulière Damas-Bagdad est réalisée le 3 janvier 1930 et le premier vol postal le 2 avril 1930.

#### Installations de lignes en Asie

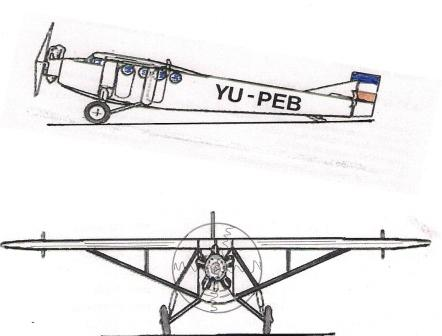
Farman F.190 du type utilisé par Noguès pour défricher la ligne vers Saïgon.

Pour Maurice Noguès, Bagdad n'était pas un but mais une simple étape vers l'Indochine française.
À partir de Toussus-le-Noble, le 12 février 1930, avec le mécanicien navigant Georges Marsot, il décolle pour Saïgon à bord du monomoteur Farman F.190 no 38 immatriculé F-AJLL.
Rejoint à Damas le 24 février par Louis Allègre, administrateur délégué de la Compagnie A.U.L.O. et chargé de mission par le Ministère de l'Air, l'équipage décolle de Syrie pour le royaume d'Irak. Le périple se poursuit par Bagdad (28 février), Bassorah (1er mars), Bouchir, Djask (Perse, actuel Iran, 2 mars), Karachi (Inde, actuellement Pakistan 3 mars), Jodhpur (4 mars), Allahabad (5 mars), Calcutta (6 mars), Akyab (7 mars), Rangoun (8 mars), Bangkok (9 mars) et le 10 mars, vers midi, l'avion atterrit à Saïgon, sur le terrain de Tan-Son-Nhut. Maurice Noguès vient d’exécuter la première liaison Paris-Saïgon de l'histoire de l'aviation commerciale, créant la ligne aérienne qui porte son nom.
Un accord intervient avec la compagnie Air Asie et, le 8 juillet, les deux compagnies fusionnent et deviennent Air Orient. Après de difficiles négociations avec les autorités britanniques en Inde, les droits d'escale sont enfin obtenus, pour les avions uniquement, les hydravions ne pouvant amerrir sur les plans d'eau.
Maurice Noguès ne voulant pas attendre plus longtemps la mise en service de la ligne Indochine et les constructeurs français ne pouvant offrir un ensemble d'appareils capable d'assurer l'exploitation commerciale du trajet Damas-Saïgon, il obtient l'autorisation de louer trois avions trimoteurs Fokker F.VIIb 3-m. La première liaison entre Marseille et Saïgon (Cochinchine) a lieu le 10 mars 1930, et le premier service régulier est effectué du 17 au 27 janvier 1931. Le premier service retour Saïgon-Marseille a lieu du 4 au 16 février, le survol de la Méditerranée étant toujours fait en hydravion. La liaison, tout d'abord effectuée à raison d'un voyage toutes les deux semaines, devient hebdomadaire à partir de mai 1932. Maurice Noguès peut maintenant se consacrer à l'extension de la ligne jusqu'en Chine. En octobre/novembre 1932, une mission d'étude et de négociation se rend à Hong Kong et Canton. Les négociations avec les autorités chinoises sont très difficiles et n'aboutiront qu'en 1936, après la mort de Noguès. Ce projet lui demande un grand investissement qui l'amène à décliner les propositions de traverser l'océan Atlantique ; il déclare : « L'idéal d'un pilote de ligne, ce n'est pas la conquête de titres de gloire, mais la réalisation d'un programme établi de sorte qu'il apporte à notre pays un champ de découvertes nombreuses facilitant ses relations avec le reste de l'univers ». Son prochain projet est d'ouvrir une ligne reliant l'Europe au Japon.

#### Décès

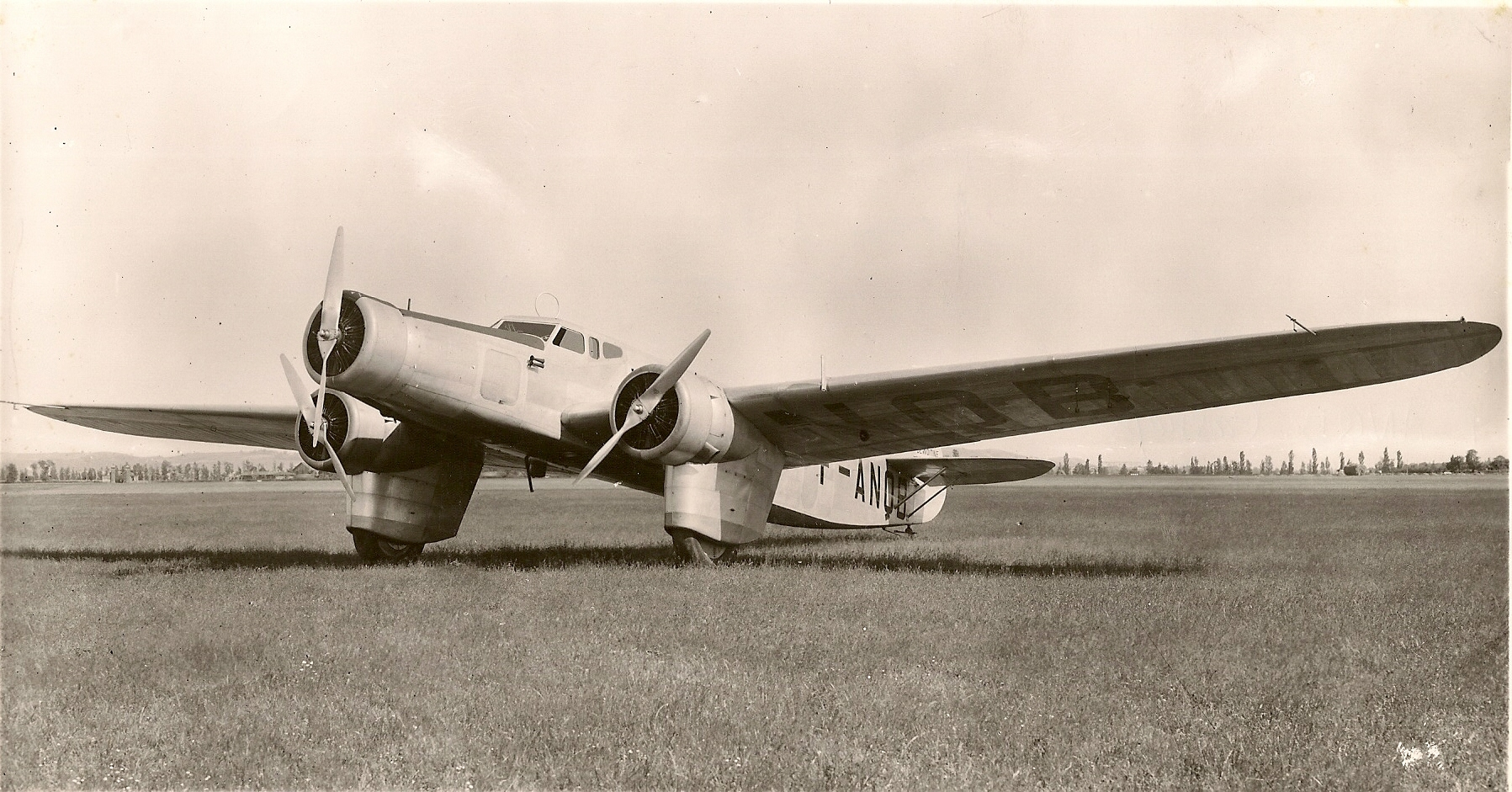
Dewoitine D.333 dérivé du prototype D.332 dans lequel Noguès trouva la mort.

Maurice Noguès trouve la mort le 15 janvier 1934, en s'écrasant avec l'avion prototype Dewoitine D.332 Émeraude alors que, joignant Saïgon à Paris, il traverse le Morvan dans des conditions météorologiques épouvantables. À bord de l'appareil, piloté par André Launay, se trouvaient également le directeur général de l'aviation civile, Emmanuel Chaumié et son épouse Colette, Pierre Pasquier, gouverneur général de l'Indochine française et son ordonnance le capitaine Léon Brusseaux, Maurice Balazuc, directeur technique d'Air France, Jean-Jacques Larrieu, journaliste et chargé de mission auprès du Ministre de l'Air, ainsi que 2 membres d'équipage, le radio Ferdinand Queyrel et le mécanicien Camille Crampel,.
Maurice Nogués était directeur général adjoint, chargé de l'exploitation, de la nouvelle compagnie Air France, créée en 1933. Il avait été auparavant chef-pilote d'Air Orient, et précédemment de la CIDNA. Ayant travaillé pour ces trois compagnies, c'était l'un des plus grands aviateurs français de cette époque, à l'instar de Jean Mermoz, Henri Guillaumet, Maryse Hilsz ou Hélène Boucher.
Sa dépouille mortelle repose dans le cimetière du hameau de Locmaria, à Belle-Isle-en-Terre. Il est inhumé au cimetière de Plounévez-Moëdec.

## Distinctions
- Officier de la Légion d'honneur (1925)
- Croix de guerre 1914–1918 avec 5 citations et 5 palmes.
- En hommage à Maurice Noguès, créateur de la ligne aérienne Paris-Saigon, La Poste française émit un timbre le 15 octobre 1951[9].